# Ignite
Ignite — мелодик хардкор группа из округа Ориндж, Калифорния. Группа была сформирована в 1993 году, их коммерческим прорывом стал альбом, вышедший 30 мая 2000 года, который вышел на лейбле TVT Records под названием A Place Called Home. До этого релиза они высоко ценились среди фанатов хардкора, во многом благодаря постоянным гастролям, и они успели посетить более 40 стран.
Большая часть их музыки является социальной и политической. Ignite активно поддерживают и дают финансовую поддержку таким организациям, как Earth First!, Врачи без границ, Общество охраны морской фауны и Pacific Wildlife. В альбоме A Place Called Home главный вокалист Золтан «Золи» Теглаш принял во внимание такие вопросы, как экологические проблемы и вегетарианство. Наследие государственного капитализма в Восточной Европе также является открытой темой, отчасти из-за венгерских корней Теглаша. (На скрытом треке в конце A Place Called Home и Our Darkest Days Теглаш поет традиционную песню на венгерском языке под музыку главного трека.)

## История
9 мая 2005 года они записывали живой концерт в клубе The Troubadour в Западном Голливуде, Калифорния. К сожалению, DVD никогда не была выпущена из-за некоторых проблем с качеством. Но 20 апреля 2008 года они собрали кадры для предстоящего концерта в Лейпциге, Германия.
20 июля 2005 года было объявлено о подписании контракта с Abacus Recordings, дочерним лейблом Century Media Records; альбом Our Darkest Days был выпущен на этом лейбле в мае 2006 года.
На одном из главных концертов Persistence Tour 2009 года группа объявила о работе над новым альбомом. 16 февраля 2010 года на сайте группы Pennywise было объявлено о том, что Золи Теглаш присоединился к Pennywise. За несколько дней до этого на официальном сайте Ignite была опубликована новость о том, что все рады за Золи с его работой в Pennywise и его туром в их составе
Группа возобновила туры с Золи в 2014 году, и возобновила работу над пятым альбомом.

## Участники

### Текущие участники
- Эли Сантана, (2021-наст.) — вокал
- Бретт Расмуссен, (1993-наст.) — бас-гитара
- Брайан Балсчек, (1998—2000, 2005-наст.) — гитара
- Крейг Андерсон, (1997-наст.) — барабаны
- Ник Хилл, (2000, 2003, 2005-наст.) — гитара
- Кевин Килкенни, (2000—2003, 2006-наст.) — гитара

### Бывшие участники
- Золтан «Золи» Теглаш, (1994-2020)
- Кейси Джонс, (1993—1997)
- Джо Фостер, (1993—1998)
- Джо Нельсон, (1993)
- Рэнди Джонсон, (1994)
- Гевин Оглсби (1993—1994)

## Дискография
- Scarred For Life (1994) Lost & Found Records
- In My Time EP (1995) Lost & Found Records
- Family (1995) Lost & Found Records
  - те же записи, что в Call On My Brothers
- Call On My Brothers (1995) Conversion Records
  - переиздан на Revelation Records в 2000 году
- Ignite / Good Riddance (1996)
  - совместно с Good Riddance
- Straight Ahead(1996) Rovers Records
  - содержит In My Time, первые пять треков с Scarred For Life, и главный трек с Call On My Brothers
- Past Our Means EP (1996) Revelation Records
- Ignite / X-Acto split (1997) Ataque Sonoro Records
  - содержи первые четыре с In My Time, и демо Ash Return
- A Place Called Home (2000) TVT Records
  - переиздана в Европе на BMG Records
- Our Darkest Days (2006) Abacus Recordings (США), Century Media Records (Европа)
  - В 2007 году Century Media Records выпустила специальное тур-издание в Европе. Тур-издание включало два экстра-трека (Last Time и демо Bleeding) и видео Bleeding. Тур-издание имело иную обложку и было доступно по малой цене во время европейского тура группы.
- A War Against You (2016) Century Media Records

### Сборники выступлений
- Punk Bites (1996) Fearless Records
- Guilty By Association (1995)
- West Coast vs. East Coast Hardcore (1995)
- As The Sun Sets… (1999) The Association Of Welterweights
- Never Give In: A Tribute To Bad Brains (1999) Century Media Records
- Punk Chunks Vol. 2 (2002) Lameass Recordz
- Revelation 100: A Fifteen Year Retrospective Of Rare Recordings (2002) Revelation Records
- The Worldwide Tribute To The Real Oi Vol. 2 (2002) I Scream/Knockout/Triple Crown
- Our Impact Will Be Felt (2007) Abacus Recordings

## Связанные группы
- Against The Wall — Рэнди Джонсон
- California United — Золтан «Золи» Теглаш
- Crescent Shield — Крейг Андерсон
- Drift Again — Рэнди Джонсон
- Eleven Thirty-Four — Брайан Балсчек
- Into Another — Брайан Балсчек (с 2012 года)
- Justice League — Кейси Джонс
- Last of the Believers — Бретт Расмуссен
- No For An Answer — Кейси Джонс, Гевин Оглсби
- Pennywise — Золтан «Золи» Теглаш (с 2010 года)
- Pushed Aside — Рэнди Джонсон
- Reasonable Doubt — Брайан Балсчек
- Seven Witches — Крейг Андерсон
- Speak Seven One Four — Джо Фостер
- The Killing Flame — Кейси Джонс, Джо Фостер, Джо Нельсон, Гевин Оглсби
- The Twilight Transmission — Брайан Балсчек
- Triggerman — Джо Нельсон, Гевин Оглсби
- Unity — Джо Фостер
- Zoli Band — Золтан «Золи» Теглаш, Бретт Расмуссен, Брайан Балсчек, Кевин Килкенни
- Uniform Choice — Золтан «Золи» Теглаш утверждает, что немного пел с Uniform Choice под конец
- Nations Afire — Ник Хилл, Бретт Расмуссен